# Guérande
Guérande è un comune francese di 16 214 abitanti situato nel dipartimento della Loira Atlantica nella regione dei Paesi della Loira.
Secondo alcuni si tratta dell’antica città romana di Grannona.

## Società

### Evoluzione demografica
Abitanti censiti